# Kingdom 5KR
Le Kingdom 5KR est le nom actuel d'un yacht de 85,6 m de long, propriété depuis 1991 du prince saoudien Al-Walid.
Il a été construit par le chantier naval italien Benetti sous la direction de l'architecte naval britannique Jon Bannenberg, qui fit également office de designer extérieur, et eut comme designer intérieur l'italien Luigi Sturchio. Sa coque est en acier et sa superstructure en aluminium.
Il a d'abord été nommé Nabila à son lancement en 1980, puis renommé Trump Princess, avant de prendre son nom actuel au début des années 1990.

## Le yacht sous l'ère Khashoggi
La construction du yacht a été lancée en 1980 par l'homme d'affaires saoudien Adnan Khashoggi qui le baptise Nabila, le prénom de sa fille.
Au moment de sa construction, il était le yacht privé le plus long du monde. Le navire avait cinq ponts, une discothèque, un cinéma avec douze sièges et deux lits doubles, onze suites somptueuses, un héliport sur le pont supérieur (avec les deux cheminées du yacht de chaque côté mais très inclinées vers l'extérieur pour éviter les pales), une petite piscine mais avec courant d'eau pour nager sur place et deux canots Riva. Ce yacht a figuré dans le film de James Bond Jamais plus jamais sorti en 1983.
Une chanson du groupe britannique Queen sortie en 1989 sur l'album The Miracle est intitulée Kashoggi's Ship en référence au bateau du prince Kashoggi.

## Les autres propriétaires
Adnan Khasoggi le vendit à la suite de problèmes financiers au sultan de Bruneï en 1988 qui le revendit à Donald Trump pour une somme de 29 millions de dollars américains. Trump fit des travaux et le rebaptisa Trump Princess. Il eut lui aussi des problèmes financiers et le revendit pour 20 millions US$ au prince saoudien Al-Walid.

## Le yacht sous l'ère de prince Al Walid ben Talal:Kingdom 5KR
Le Kingdom 5 KR est depuis 1991 le yacht privé du prince saoudien Al Walid ben Talal qui l'a réaménagé en 1993.
Son nom s'explique ainsi : 
- Kingdom : le nom de la société du prince (Kingdom Holding Company) ;
- 5 : le chiffre fétiche du prince ;
- KR : les initiales du fils et de la fille du prince.

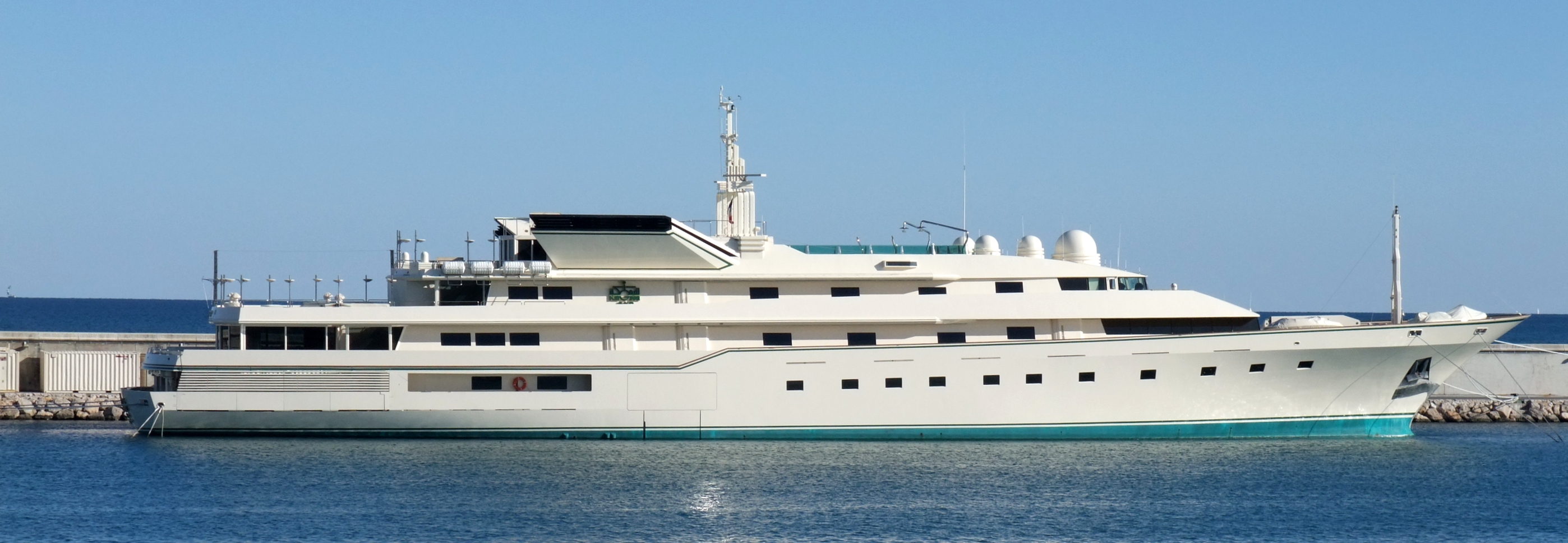
Kingdom 5KR

Le Kingdom 5KR fait 13,3 mètres de large, a un tirant d'eau de 4,7 mètres et une capacité de 615 000 litres de carburant. Sa puissance est fournie par deux moteurs dont l'ensemble fait 2 200 kW. Sa vitesse maximale est de 20 nœuds. Le bateau est conçu pour un équipage de 48 membres mais en embarque seulement 31. Il a longtemps été visible à l'année dans le port d'Antibes, au bout du quai des milliardaires. Il est maintenant à San Remo (Italie). 